# Monsampietro Morico
Monsampietro Morico ist eine italienische Gemeinde (comune) mit 590 Einwohnern (Stand 31. Dezember 2023) in der Provinz Fermo in den Marken. Die Gemeinde liegt etwa 16,5 Kilometer südwestlich von Fermo. 1868 wurde der heutige Ortsteil Sant'Elpidio Morico eingemeindet.